# Укри (роман)
«Укри» — кіноповість Богдана Жолдака, опублікована у 2015 році. Події відбуваються орієнтовно у 2014-2015 рр на сході України, у зоні проведення АТО.

Автор називає жанр своєї книги бойовою прозою. Він розповідає історії реальних військових, що беруть участь у бойових діях на Донбасі. Богдан Жолдак особисто знайомився з родинами своїх героїв, записував розповіді, звіряв фактаж, продивився безліч знімків, і залюбки тримав з ними зв'язок.
Книга складається з 20 новел, що об'єднанні спільною темою та дійовими особами, але кожна новела є цілісною сюжетною історією. Особливість саме цієї книги про війну в гуморі, з яким вона написана. Герої не впадають у розпач навіть у найскрутніших ситуаціях, і виходять з них з типово українською винахідливістю.

## Сюжет
Лейтенант повертається з відпустки до військової частини і бачить, що навкруги планує безлад. На пропускній нікого немає, в казармі один лише днювальний, а в апаратній розкидані й побиті прилади. Раптом на території частини з'являються військові без розпізнавальних знаків. Лейтенант відправляє днювального дізнатися, хто це, коли раптом «гості» дають чергу з кулемета і солдат гине. Лейтенант (разом з читачами) розуміє, що це не жарти. 
Подальші події розгортаються безпосередньо в зоні АТО, де лейтенант разом із ввіреним йому взводом «укрів» воює проти «педералів, лугандогів та деенератів».

## Персонажі
- Лейтенант — головний герой
- Чупакабра — контррозвідниця Галя, кохана Лейтенанта
- Звіробій — учасник АТО, колишній браконьєр
- Жора — учасник АТО, прототипом персонажа став Георгій Тороповський
- Сивий
- Влад-Столиця
- Джура
- Хантер
- та інші учасники АТО

## Нагороди
Книга «Укри» перемогла в міжнародному літературному конкурсі «Воїн світла» пам'яті героя Небесної сотні Михайла Жизневського.